# Отнесени от бурята
Отнесени от бурята е филм на Гай Ричи от 2002 г. с участието на тогавашната му съпруга Мадона и италианския киноактьор Адриано Джанини. Филмът е направен по италианския филм от 1974 г. със същото заглавие, който се счита за европейска класика. Филмът от 2002 г. е сниман в Сардиния и Малта и за разлика от оригинала е комерсионален провал. Адриано Джанини е син на Джанкарло Джанини, който играе същата роля в оригиналния филм от 1974 г.